# Punta de Tarifa
La punta de Tarifa és un promontori o cap espanyol pertanyent al terme municipal de Tarifa, situat a la costa atlàntica de la província de Cadis, a Andalusia.
Situada en l'extrem sud-oest de l'illa de Las Palomas o illa de Tarifa, constitueix el punt més meridional de l'Europa continental (36° de latitud nord i 5° 36' de longitud oest), a més de ser la divisòria geogràfica entre l'oceà Atlàntic i la mar Mediterrània, situant-se just enfront del nucli urbà de Tarifa. Sobre la punta s'alça la cota més alta de l'illa, on està construït el far de Punta de Tarifa.